# Ismail I
Shāh Ismā'īl Abu'l-Mozāffar Safavī (17. juli 1487 – 23. maj 1524) var grundlæggeren af Safavideriget i 1501 og den første safavidiske konge (shāh).
Som safaviyya-ordenens øverste leder (murshid-i kāmil), fungerede han også som qizilbāsh-folkets religiøse overhoved, og det var med deres hjælp, at han besejrede Aqqoyunlu-herredømmet i 1501.
Det samme år gjorde han shia-islam til statsreligion i sit nye rige.

## Baggrund
Shāh Ismā'īl og safavidernes slægt er stadig et omdiskuteret emne. Mange tyrkiske alevi-skribenter påstår at han er af tyrkisk afstamning. Iranske historikere har hævdet, at safavide-slægten er af kurdisk oprindelse eller tilhørende et andet beslægtet iransk folkeslag. De fleste vestlige fagkyndige er derimod enige om, at Shāh Ismā'īl's forfædre var kurdere, der dog med tiden blev tyrkificeret. Det sidstnævnte synspunkt er også blevet ført frem af tyrkiske fagkyndige som Zeki Velidi Togan og Faruk Sümer.
Shāh Ismā'īl påstod selv at være en seyyid (person, der nedstammer fra Profeten Muhammed), der nedstammede fra Imam Musa al-Kazim. Dette hævder alevitter og bektashitter også at han var og der findes også en alevitisk ocak, som menes at tilhøre denne slægt.

## Shāh Ismā'ils liv
Shāh Ismā'il blev født d. 24. Juli 1487. Som 1-årig mistede han sin far, Hāydār Safavi Sultan, som blev dræbt i krigen mod Shirvānshāh (1488). Hāydārs død vækkede glæde hos den osmanniske sultan Bayezid II, som i et brev gav til udtryk at "nyheden har flerdoblet min glæde", og omkring Hāydārs tilhængere, qizilbāsh'erne, sagde han: "Må Gud forbande Hāydārs kætteriske følgere."
Ismā'īl havde to storebrødre, Ali Mīrzā og Ibrāhīm. Sultan Yakub, som var Shirvānshāhs allierede og på samme tid svigersøn, fik Hāydārs sønner i sin varetægt. Han valgte at sende børnene til fangenskab i Istakhr-slottet i Fars-provinsen. Efter Hāydārs død, blev den ældste søn Ibrāhīm, leder af den safavidiske sufi-orden.
I 1493 blev de tre brødre løsladt på opfordringer af Sultan Yakubs nevø, Rustam. Rustam så fordele i at samarbejde med den daværende safavidiske leder, Ali Mīrzā, da han kunne hjælpe ham med at nedkæmpe Rustams fætter, Baysungur, som havde arvet Aqqoyunlu-kongeriget frem for ham selv. Men Rustam anså med tiden Ali Mīrzā som en voksende trussel og fik ham derfor slået ihjel i 1493/94. Ismā'īl, som nu var forfulgt og eftersøgt, blev nødsaget til at søge tilflugt hos lederen af Gilan, Karkiya Mīrzā Ali i byen Lahijan.
I 1499 drog Ismā'īl, sammen med 1.500 tilhængere fra Syrien og Anatolien, atter af sted mod sin slægtsby, Ardabil, men blev af sikkerhedsmæssige grunde nødt til at opholde sig i Arjuvan i stedet for. På dette tidspunkt sendte Ismā'īl budskab til sine tilhængere i Østanatolien og Syrien om at forberede sig på et møde i Erzincan det følgende år. 7.000 tilhængere mødte op på Ismā'īls forespørgsel. Ismā'īls tilhængere, qizilbāsh'erne, bestod af bestemte stammer og klaner fra Anatolien, Syrien og Irak:
Større stamme-federationer (uymāq):
- Rumlu: Et stort stamme-forbund som levede omkring Sivas-Koyulhisar og Sebinkarahisar samt Tokat og Amasya-områderne.
- Ustajalu: Et stamme-forbund der primært holdt til i områderne mellem Sivas, Amasya og Tokat, men også var bredt til Kirsehir.
- Tekelu: Som også navnet indikerer, var dette stamme-forbund fra Teke (Antalya-området).
- Shamlu: Shamlu-forbundet opholdt sig i det sydlige Sivas om sommeren, og i området mellem Aleppo-Ayntab (Gaziantep) om vinteren. Sham er både navnet på byen Damaskus, men også et udtryk der generelt brugtes om det daværende Syrien.
- Dulkadir: Dulkadir eller Zü'l-Kadir som det også kaldes, var et stort stamme-forbund som levede i områderne omkring Marash og Boz Ok (Yozgat). I safavidiske kilder fremgår det, at dette forbund bestod af 80.000 husstande.

Mindre stamme-federationer (uymāq):
- Varsak: Dette stamme-forbund holdt til omkring Tarsus-området.
- Chepni: Chepni-stammen holdt primært til i det nordlige Anatolien, i og omkring Trabzon, Bayburt, Gümüshane, Giresun og Canik (Ordu og Samsun).
- Arabgirlu: Som navnet også indikerer, var denne stamme fra Malatya-området.
- Turgudlu: Denne stamme levede i Karaman-området.
- Bozcalu: Denne stamme var en del af det større Shamlu-forbund.
- Ajirlu: Ajirlu menes også at have været en del af Shamlu-forbundet.
- Hinislu: Denne stamme var fra Hinis, som er det område der i dag ligger omkring det sydvestlige Erzurum.
- Chemishkezeklu: Dette forbund var fra Chemishkezek, som var navnet på det nuværende Tunceli.

I 1501 gik Ismā'īl til angreb mod Shirvanshāh, som han sejrede over og på denne måde hævnede drabet på sin far, Hāydār. Alvand Aqqoyunlu, som havde herredømmet og det vestlige Iran, havde i mellemtiden forberedt sig på at slå Ismā'īls hær tilbage fra syd. Ismā'īl valgte derfor at vende om for at gå i krig mod Alvand Aqqoyunlu, som han besejrede, til trods for at hans qizilbāsh-soldater var i stærkt undertal (7.000 mand) i forhold til modstanderne (30.000 mand).
Samme år (1501) udråbte Ismā'īl sig til konge (shāh) af Safavideriget og gjorde Tabriz til hovedstad. Ved samme lejlighed blev shia-islam gjort til statsreligion af riget. Fra denne periode drog flere og flere anatolske qizilbāsh'er til Safavideriget; nogle for at yde støtte til deres shāh, andre for at besøge eller blive oplært af deres religiøse leder (murshid-i kāmil).
Inden for de næste ti år, erobrede Ismā'īl store dele land til sit nye imperium; Central- og Sydiran blev indlemmet ved besejringen af de resterende Aqqoyunlu-styrker i Hamadān (1503), de kaspiske provinser Māzandarān og Gurgān samt Yazd-provinsen i sydøst (1504), udvidelsen mod vest og indlemmelsen af Diyār Bakr (1505-7), erobringen af Baghdād og Sydvest-iran (1508), erobringen af Shīrvān (1509/10) og Khurāsān (1510).

## Slaget ved Chāldirān (1514)
Safavidernes succesfulde sejre havde fået qizilbāsh'erne til at føle sig uovervindelige og havde overbevist dem om, at deres leder havde Gud på sin side. Men det gik anderledes til i 1514, da safaviderne blev angrebet af den osmanniske sultan, Selim I. Qizilbāsh-soldaterne havde hidtil ikke gjort brug af krudtbaserede skydevåben, da de anså dette som en vanærende og fej form for krigsføring. Selvom Selim I havde samlet en stærkt overlegen hær på 100.000 mand mod Ismā'īls 40.000 mand, var det ikke størrelsen på styrken, men osmannernes brug af krudtbaserede skydevåben, som afgjorde slaget. Ismā'īls nærmeste, havde foreslået ham at lede en uventet offensiv mod Selim I på grund af osmannernes militære styrke, men Ismā'īl afslog med begrundelsen, at dette ikke var fair: ”Jeg er ikke en karavanetyv. Hvad end er forudbestemt af Gud, vil ske.”
Af den samlede osmanniske styrke bestod 12.000 af bektashitiske janitsharer, som blev draget modvilligt i krig mod den shāh, som også de havde stor respekt for. Det vides at janitsharerne brød ud i åben tumult og forlangte at blive ført hjem igen. Janitsharerne gik endda så langt til at affyre geværskud mod sultanens telt i protest.
Da osmannerne mødte safaviderne på Chāldirān-sletten d. 23. august 1514, endte det med et safavidisk nederlag. Den venediske ambassadør Caterino Zeno, beskriver begivenhederne således:
| „ | Da monarken [Selim] så nedslagtningen, begyndte han at trække sig tilbage og vende om. Men Sinan, som kom til undsætning, fik artilleriet ført op og sat til at affyre mod både janitsharerne og perserne. […] Det er i hvert fald sikkert, at hvis det ikke var for artilleriet, som virkede forfærdende over for de persiske heste, som aldrig før havde hørt sådan en støj, så ville hele hans [Selim]s hær være blevet hugget ned. | “ |

Shāh Ismā'īl blev nødt til at forlade slagmarken for at overleve, og det resulterede i at Selim I marcherede til Safaviderigets hovedstad, Tabriz, men tog allerede hjem igen otte dage efter. Konsekvenserne af nederlaget var tabet af de vestlige, anatolske provinser, som blev indlemmet i Det Osmanniske Rige i 1516/17.

## Shāh Ismā'īls død
I 1518 modtog Shāh Ismā'īl en besked fra den tyske kejser Karl V og den ungarske konge, Louis (Ludvig) II, med et tilbud om at gå sammen om et angreb mod den osmanniske sultan Selim I. Shāh Ismā'īl gengældte med et positivt svar og et forslag om at slå til det følgende år (1519). Men dette brev kom først Karl V i hænde seks år efter, i 1524. Den tyske kejser sendte derefter endnu et brev, adresseret d. 25. august 1525. Forsinkelsen var dog for stor til at aftalen kunne blive en realitet, for Shāh Ismā'īl døde af sygdom, d. 23. maj 1524 i Tabriz. Han blev 37 år og efterlod sig fire sønner: Tahmāsp Mīrzā, Alqasp Mīrza, Sām Mīrzā og Bahrām Mīrzā, og fem døtre: Khānish Khānum, Parī Khān Khānum, Mahīn Bānu Sultānum, Farangīs Khānum og Zaynab Khānum.
Hans grav findes I dag ved siden af sine forfædre i Sheikh Safī al-Dīns mausoleum i Ardabil, Iran.

## Shāh Ismā'īls digte
Shāh Ismā'īl skrev utallige digte under navnet Khatā'ī (arabisk: خطائی "Synderen") eller Shāh Khatā'ī. De fleste af hans digte er skrevet på aserbajdsjansk eller anatolsk tyrkisk, men et mindre antal digte findes også på persisk. Shāh Ismā'īls digte findes primært i hans tre store digtsamlinger; Divān, Dehnāmeh og Nasihatnāmeh.
I alevismen æres Ismā'īls digte utrolig højt og benyttes stadig i dag som værende nogle af de mest centrale hymner i alevitternes religiøse ceremonier. Ved recitation af digtnavnet Khatā'ī i Shāh Ismā'īls digte, fører alevitter deres højre hånd op til læberne og derefter ned på brystet. Denne bevægelse kaldes niyāz og er en rituel form for respektvisning.
Shāh Ismā'īls karismatiske personlighed og digte har haft en væsentlig betydning i at samle og opretholde støtte blandt sine tilhængere. Det følgende digt er et godt eksempel herpå:
| Engelsk | Dansk |
| --- | --- |
| My name is Shāh Ismā'īl. I am God's mystery. I am the leader of all these ghāzīs. My mother is Fātima, my father is 'Ali; and eke I am the Pīr of the Twelve Imāms. I have recovered my father's blood from Yazīd. Be sure that I am of Haydarian essence. I am the living Khidr and Jesus, son of Mary. I am the Alexander of (my) contemporaries. Look you, Yazīd, polytheist and the adept of the Accursed one, I am free from the Ka'ba of hypocrites. In me is Prophethood (and) the mystery of Holiness. I follow the path of Muhammad Mustafā. I have conquered the world at the point of (my) sword. I am the Qanbar of Murtadā 'Ali. My sire is Safī, my father Haydar. Truly I am the Ja'far of the audacious. I am a Husaynid and have curses for Yazīd. I am Khatā'ī, a servant of the Shāh's. | Mit navn er Shāh Ismā'īl. Jeg er Guds mysterium. Jeg er lederen af alle disse ghāzī'er. Min mor er Fātima, min far er 'Ali; og ligeledes er jeg Pīr af de Tolv Imāmer. Jeg har hævnet min fars blod fra Yazīd. Vær sikker, at jeg er af Haydaridisk væsen. Jeg er den levende Khidr og Jesus, søn af Maria. Jeg er (mine) jævnaldrendes Aleksander. Se her Yazīd, polyteist og mester af Den Forbandede, jeg er frigjort fra hyklernes Ka'ba. Hos mig findes profetskab (og) Hellighedens mysterium. Jeg følger Muhammed Mustafās vej. Jeg har erobret verden ved spidsen af (mit) sværd. Jeg er Qanbar af Murtadā 'Ali. Min forfader er Safī, min far er Haydar. Jeg er med sandhed den dristiges Ja'far. Jeg er en Husaynid, som har forbandelser til Yazid. Jeg er Khatā'i, en slave af Shāh'en. |